# Соплодие
Сопло́дие (лат. infructescéntia) — (в узком смысле) совокупность сросшихся или тесно сближенных плодов, либо (в широком смысле) любая совокупность плодов, образующаяся из соцветия.

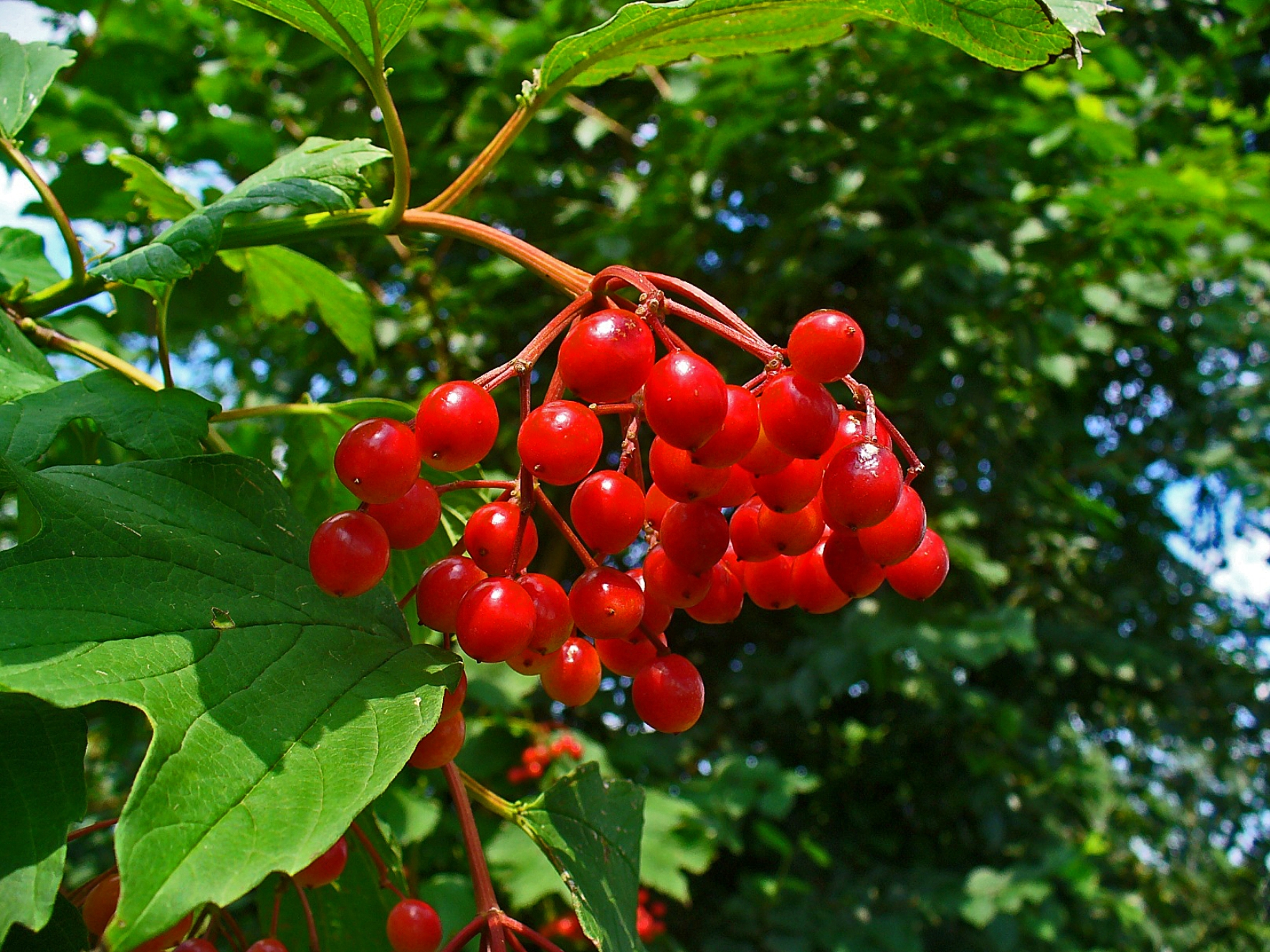
Соплодие калины образуется из щитка цветков

При принятии термина в широком смысле (как соцветие в стадии плодоношения) соплодия можно разделить на образующиеся из свободных плодов и на образующиеся из сросшихся плодов. При этом срастаться могут как части самого плода (завязи), так и другие структуры цветка (например, чашечки) или соцветия.
Соплодия из свободных плодов наиболее широко распространены у растений самых разнообразных семейств. При плодоношении структура соцветия может сохраняться (например, у рябины, валерианы, белокрыльника, рогоза, банксии), либо изменяться (у хмеля, скабиозы, дурнишника, инжира).
Соплодия из срастающихся плодов встречаются у пандана, ликвидамбара. Срастаться плоды могут не только между собой, но и с элементами околоцветника (которые в свою очередь могут срастаться между собой): у жминды и шелковицы чашечки разрастаются, становятся мясистыми и окрашенными. У ананаса и артокарпуса плоды срастаются с околоцветниками, прицветниками и осью соцветия.
Соплодие следует отличать от сборного плода, который возникает из одного цветка, а не из соцветия; отдельные части сборного плода — «плодики» — есть части плода, развившиеся из завязей обособленных плодолистиков, а части соплодия — это настоящие плоды, развившиеся из завязей всего цветка.

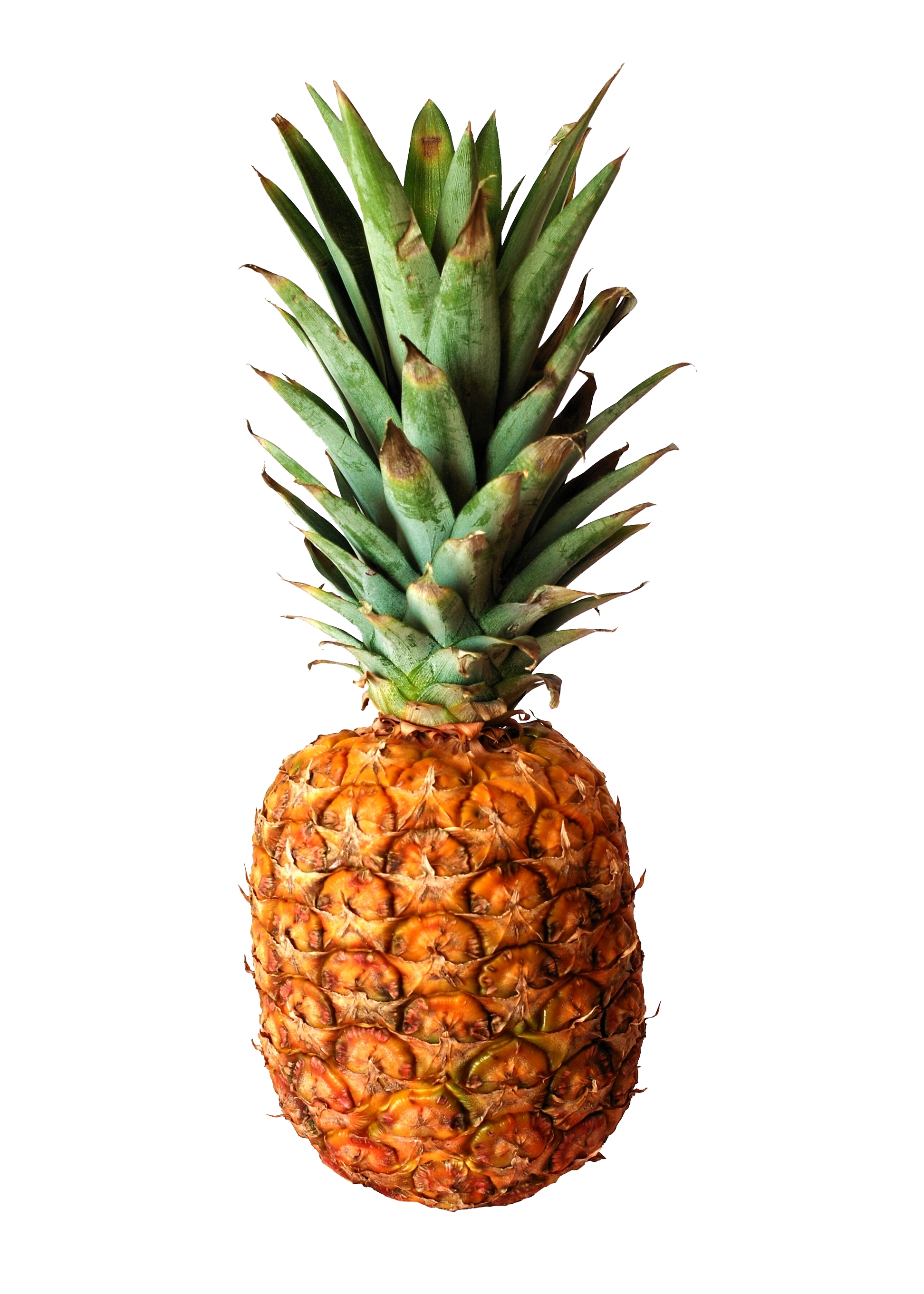
Соплодие ананаса образуется в результате срастания плодов, околоцветников и оси соцветия
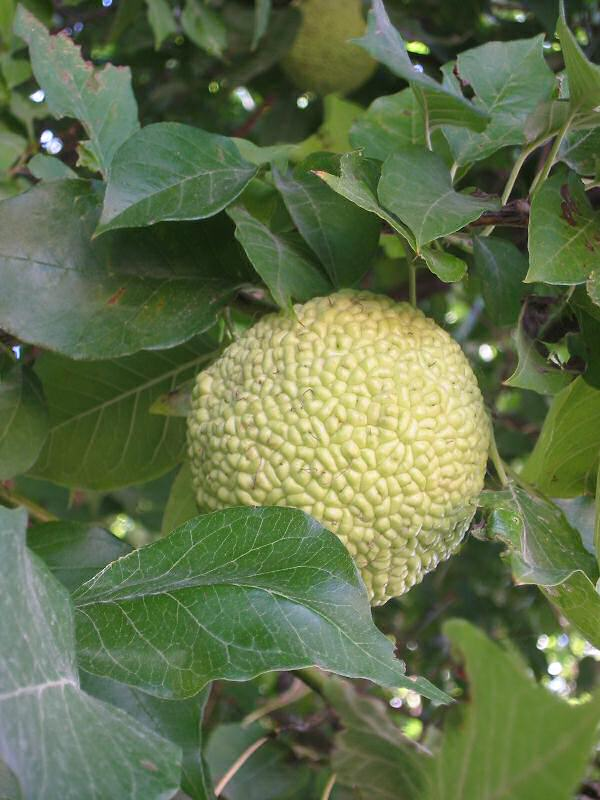
У маклюры плоды срастаются с разрастающейся осью соцветия
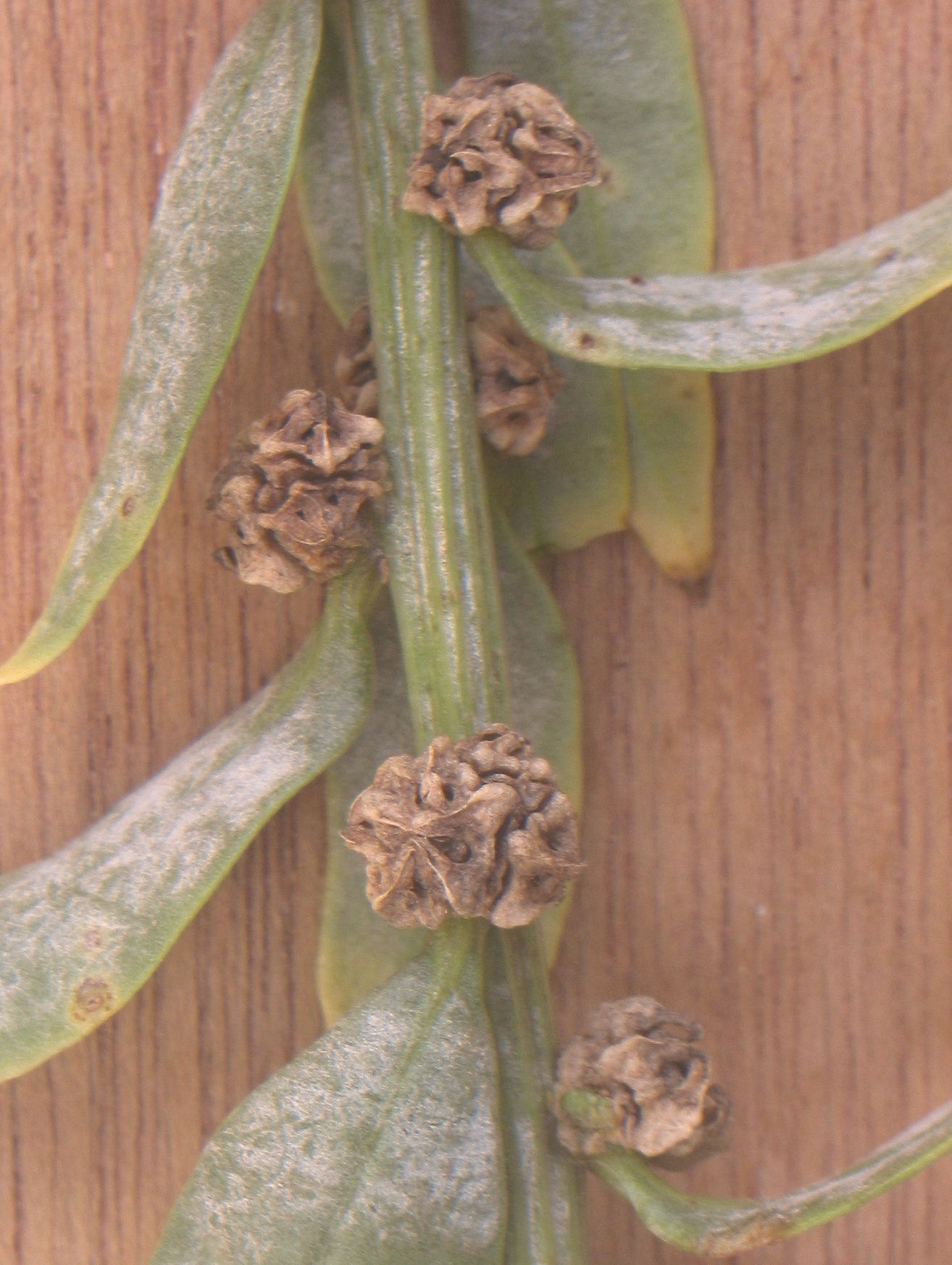
У свёклы плоды срастаются с разрастающимися одревесневающими чашечками